# Nightshift (single)
Nightshift is een nummer van de Amerikaanse band Commodores. Het is de eerste single van hun gelijknamige elfde studioalbum uit 1985. Op 18 januari dat jaar werd het nummer op single uitgebracht.

## Achtergrond
Het nummer is opgenomen als eerbetoon aan de soulzangers Jackie Wilson en Marvin Gaye, die beiden overleden in 1984. In het gedeelte van het nummer waarin Marvin Gaye bezongen wordt, wordt gerefereerd aan Gaye's hit What's Going On, terwijl in het gedeelte voor Jackie Wilson wordt gerefereerd aan Wilsons hits (Your Love Keeps Lifting Me) Higher and Higher en Baby Work Out.
Met "Nightshift" was het voor het eerst dat de Commodores weer een hit scoorden na het vertrek van Lionel Richie. Het was wereldwijd ook hun grootste hit na Richies vertrek, en haalde in thuisland de Verenigde Staten de 3e positie in de Billboard Hot 100. 
In Nederland werd de plaat op maandag 4 februari 1985 door dj Frits Spits en producer Tom Blomberg in het radioprogramna De Avondspits verkozen tot de 333e NOS Steunplaat van de week op Hilversum 3 en werd een gigantische hit in de destijds drie hitlijsten op de nationale publieke popzender. De plaat bereikte de nummer 1-positie in zowel de Nederlandse Top 40, Nationale Hitparade als de TROS Top 50. In de Europese hitlijst op Hilversum 3, de TROS Europarade, werd de 3e positie bereikt.
In België bereikte de plaat de 2e positie in zowel de voorloper van de Vlaamse Ultratop 50 als de Vlaamse Radio 2 Top 30.

## Andere uitvoeringen
- Reggaezanger Winston Groovy bewerkte het tot een eerbetoon aan Bob Marley die zelf ook een Nighshift had opgenomen.
- In Nederland liet Peter Koelewijn er zich door inspireren voor De Loop van een Geweer, zijn eerbetoon aan vermoorde grootheden als John Lennon en Martin Luther King.
- In 2010 namen de Commodores een nieuwe versie op van het nummer, maar dan gewijd aan de in 2009 overleden Michael Jackson.
- Dexys Midnight Runners brachten in 2012 een live-cover uit op het album At The Royal Court.
- Bruce Springsteen bracht in november 2022 een coverversie uit op het soulalbum Only The Strong Survive.

## Gebruik in de media
In 2016 was het te horen in een reclame ter ere van alle Zuid-Afrikanen in de nachtdienst. 

## Hitnoteringen

### Nederlandse Top 40
| Hitnotering: 23-02-1985 t/m 01-06-1985 | Hitnotering: 23-02-1985 t/m 01-06-1985 | Hitnotering: 23-02-1985 t/m 01-06-1985 | Hitnotering: 23-02-1985 t/m 01-06-1985 | Hitnotering: 23-02-1985 t/m 01-06-1985 | Hitnotering: 23-02-1985 t/m 01-06-1985 | Hitnotering: 23-02-1985 t/m 01-06-1985 | Hitnotering: 23-02-1985 t/m 01-06-1985 | Hitnotering: 23-02-1985 t/m 01-06-1985 | Hitnotering: 23-02-1985 t/m 01-06-1985 | Hitnotering: 23-02-1985 t/m 01-06-1985 | Hitnotering: 23-02-1985 t/m 01-06-1985 | Hitnotering: 23-02-1985 t/m 01-06-1985 | Hitnotering: 23-02-1985 t/m 01-06-1985 | Hitnotering: 23-02-1985 t/m 01-06-1985 | Hitnotering: 23-02-1985 t/m 01-06-1985 | Hitnotering: 23-02-1985 t/m 01-06-1985 |
| Week                                   | 1                                      | 2                                      | 3                                      | 4                                      | 5                                      | 6                                      | 7                                      | 8                                      | 9                                      | 10                                     | 11                                     | 12                                     | 13                                     | 14                                     | 15                                     |                                        |
| -------------------------------------- | -------------------------------------- | -------------------------------------- | -------------------------------------- | -------------------------------------- | -------------------------------------- | -------------------------------------- | -------------------------------------- | -------------------------------------- | -------------------------------------- | -------------------------------------- | -------------------------------------- | -------------------------------------- | -------------------------------------- | -------------------------------------- | -------------------------------------- | -------------------------------------- |
| Nummer                                 | 31                                     | 18                                     | 11                                     | 6                                      | 3                                      | 1                                      | 1                                      | 1                                      | 2                                      | 2                                      | 2                                      | 4                                      | 6                                      | 12                                     | 21                                     | uit                                    |

### Nationale Hitparade
| Hitnotering: 23-02-1985 t/m 08-06-1985 | Hitnotering: 23-02-1985 t/m 08-06-1985 | Hitnotering: 23-02-1985 t/m 08-06-1985 | Hitnotering: 23-02-1985 t/m 08-06-1985 | Hitnotering: 23-02-1985 t/m 08-06-1985 | Hitnotering: 23-02-1985 t/m 08-06-1985 | Hitnotering: 23-02-1985 t/m 08-06-1985 | Hitnotering: 23-02-1985 t/m 08-06-1985 | Hitnotering: 23-02-1985 t/m 08-06-1985 | Hitnotering: 23-02-1985 t/m 08-06-1985 | Hitnotering: 23-02-1985 t/m 08-06-1985 | Hitnotering: 23-02-1985 t/m 08-06-1985 | Hitnotering: 23-02-1985 t/m 08-06-1985 | Hitnotering: 23-02-1985 t/m 08-06-1985 | Hitnotering: 23-02-1985 t/m 08-06-1985 | Hitnotering: 23-02-1985 t/m 08-06-1985 | Hitnotering: 23-02-1985 t/m 08-06-1985 | Hitnotering: 23-02-1985 t/m 08-06-1985 |
| Week                                   | 1                                      | 2                                      | 3                                      | 4                                      | 5                                      | 6                                      | 7                                      | 8                                      | 9                                      | 10                                     | 11                                     | 12                                     | 13                                     | 14                                     | 15                                     | 16                                     |                                        |
| -------------------------------------- | -------------------------------------- | -------------------------------------- | -------------------------------------- | -------------------------------------- | -------------------------------------- | -------------------------------------- | -------------------------------------- | -------------------------------------- | -------------------------------------- | -------------------------------------- | -------------------------------------- | -------------------------------------- | -------------------------------------- | -------------------------------------- | -------------------------------------- | -------------------------------------- | -------------------------------------- |
| Nummer                                 | 18                                     | 10                                     | 5                                      | 5                                      | 1                                      | 1                                      | 2                                      | 2                                      | 2                                      | 2                                      | 4                                      | 8                                      | 15                                     | 15                                     | 36                                     | 41                                     | uit                                    |

### NPO Radio 2 Top 2000
| Nummer met noteringen in de NPO Radio 2 Top 2000 | '99  | '00 | '01 | '02  | '03  | '04  | '05  | '06  | '07  | '08  | '09  | '10  | '11  |
| ------------------------------------------------ | ---- | --- | --- | ---- | ---- | ---- | ---- | ---- | ---- | ---- | ---- | ---- | ---- |
| Nightshift                                       | 1173 | 919 | 688 | 1124 | 1144 | 1053 | 1492 | 1652 | 1464 | 1351 | 1712 | 1654 | 1689 |

1. ↑  Een vetgedrukt getal geeft de hoogste notering aan.
2. ↑  Deze tabel is bijgewerkt tot en met de laatste editie (2024).